# WSB rijtuigen
De B / Bt, BDt, bestemd voor het regionaal personenvervoer van de Wynental en Suhrentalbahn (WSB) zijn later omgebouwd tot ABt met lagevloerdeel.

## Geschiedenis
De rijtuigen werden bij Schweizerische Wagon- und Aufzugfabrik (SWS), SIG Holding uit Neuhausen en Brown, Boveri & Cie uit Baden ontworpen en gebouwd ter versterking van de volgende type motorwagens: Be 4/4 9-14 en Be 4/4 15-27.

### Nummers
De volgende rijtuigen werden later gebruikt voor ombouw:
- B 41 - 49, (1965) in 1978 omgebouwd tot stuurstand rijtuig van het type Bt 71 - 79.
- BDt 80 - 85, (1965) werden in 2009 buitendienst gesteld en draaistellen werden gebruikt voor de rijtuigen van het type ABt 51 - 61.
- Bt 71 - 79, werden in 2009 buitendienst gesteld en draaistellen werden gebruikt voor de rijtuigen van het type ABt 51 - 61.
- ABt 51 - 61, nieuwe rijtuig bakken met lagevloerdeel op draaistellen van bovengenoemde rijtuigen.

## Constructie en techniek
De rijtuigen waren opgebouwd uit een stalen frame. Deze treinen kunnen tot drie stuks gecombineerd rijden. Deze rijtuigen zijn permanent aan een motorwagen van het type Be 4/4 gekoppeld.

## Treindiensten
De treinen werden door Wynental en Suhrentalbahn (WSB) ingezet op het traject:
- Spoorlijn Aarau - Schöftland, Suhrentalbahn
- Spoorlijn Aarau - Menziken, Wynentalbahn

## Foto's

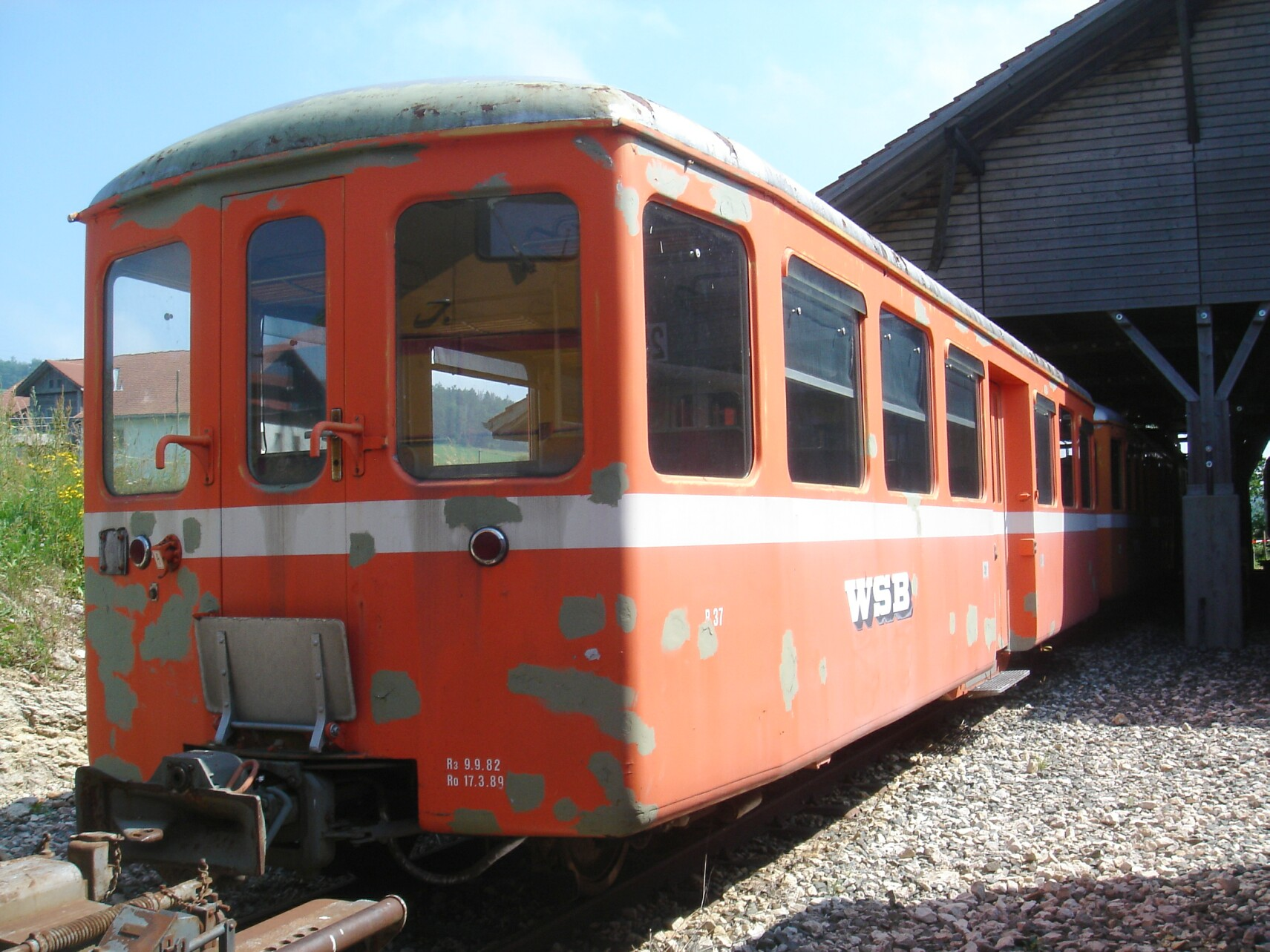
B 37 op 15 juli 2006 abgestellt am 15.07.2006 in Pré-Petitjean

vroeger Aarau-Schöftland-Bahn en Wynentalbahn

Elektrisch: treinstel (A)Be 4/8 · BDe 4/4 (09-14) · BDe 4/4 (15-27)

Rijtuigen: rijtuigen type B / Bt / BDt · ABt